# 熙娣想聊
《熙娣想聊》（Dee's Talk），是小S徐熙娣主持的談話性綜藝節目，由大S徐熙媛、陳彥銘擔當製作人，在威望國際旗下影音平台CATCHPLAY+播出，2021年12月23日起在台灣、印尼、新加坡同步首播。
節目採用無固定攝影棚，每期由主持人帶領嘉賓、在多場地以外景跟拍形式拍攝。

## 簡介
節目會由1至2位保鑣同行（許得瑋、派翠克）。前段會在車上進行「熙娣來解答」單元，製作人陳彥銘（B2）蒐集廣大網友的各種提問，讓主持人回答。節目尾端會跟來賓進行「終極二選一」單元，以辛辣問題跟選項為主，來賓必須選擇作答。

## 播出時間

### 首播
| 頻道       | 所在地 | 播映日期                      | 播出時間    | 備註   |
| ---------- | ------ | ----------------------------- | ----------- | ------ |
| CATCHPLAY+ | 臺灣   | 2021年12月23日－2022年2月24日 | 每週四17:00 | 第一季 |
| CATCHPLAY+ | 臺灣   |                               |             | 第二季 |

## 節目沿革
小S於媒體訪問中證實節目將有第二季。製作人B2表示預計2022年下半年推出，小S接受訪問時也宣布周杰倫將會是首集大來賓。

## 獎項紀錄
| 年份   | 獲提名       | 獎項                             | 結果 |
| ------ | ------------ | -------------------------------- | ---- |
| 2022年 | 《熙娣想聊》 | 新加坡亞洲內容大獎最佳亞洲脫口秀 | 獲獎 |
| 2022年 | 《熙娣想聊》 | 亞洲內容獎最佳創作者             | 提名 |
| 2022年 | 《熙娣想聊》 | 第57屆金鐘獎綜藝節目獎           | 提名 |
| 2022年 | 徐熙娣       | 第57屆金鐘獎綜藝節目主持人獎     | 提名 |